# Гивартовский, Роман Венедиктович
Роман Бенедиктович (Венедиктович) Гивартовский (1867—1944) — советский учёный, химик-органик, профессор, лауреат Сталинской премии (1946).

## Биография
Родился 17 декабря 1867 года[по какому календарю?], сын действительного статского советника Бенедикта Антоновича Гивартовского, основателя Московского спиртодрожжевого завода.
После смерти отца управлял предприятием («АО Московского дрожжевого завода Гивартовского»). После национализации завода в 1918 году был назначен техническим директором Государственного дрожжевого завода № 1. Занимал эту должность до 1930 года, когда стал профессором ЦНИИ пищевой и вкусовой промышленности, Центральной научно-исследовательской лаборатории бродильных производств (НИЛ бродильной промышленности).
В 1938 году без защиты диссертации был утверждён в учёной степени доктора технических наук и в учёном звании профессора по специальности «Дрожжевое производство».
Лауреат Сталинской премии 1946 года — за разработку и внедрение в промышленность метода получения белковых дрожжей из непищевого сырья.
Умер в 1944 году. Похоронен на Введенском кладбище (уч. 6).